# Vidrovac
Vidrovac (izvirno srbsko Видровац) je naselje v Srbiji, ki upravno spada pod Občino Negotin; slednja pa je del Borskega upravnega okraja.

## Demografija
V naselju živi 720 polnoletnih prebivalcev, pri čemer je njihova povprečna starost 48,8 let (46,5 pri moških in 50,9 pri ženskah). Naselje ima 255 gospodinjstev, pri čemer je povprečno število članov na gospodinjstvo 3,22.
To naselje je, glede na rezultate popisa iz leta 2002, večinoma srbsko.
|  |

| Demografija | Demografija     | Demografija     |
| Leto        | Št. prebivalcev | Št. prebivalcev |
| ----------- | --------------- | --------------- |
|             |                 |                 |
|             |                 |                 |
|             |                 |                 |
|             |                 |                 |
| 1948        | 1654            |                 |
| 1953        | 1665            |                 |
| 1961        | 1599            |                 |
| 1971        | 1435            |                 |
| 1981        | 1325            |                 |
| 1991        | 1126            | 987             |
| 2002        | 1013            | 822             |
|             |                 |                 |

| Etnična sestava po popisu iz leta 2002 | Etnična sestava po popisu iz leta 2002 | Etnična sestava po popisu iz leta 2002 | Etnična sestava po popisu iz leta 2002 | Etnična sestava po popisu iz leta 2002 |
| -------------------------------------- | -------------------------------------- | -------------------------------------- | -------------------------------------- | -------------------------------------- |
| Srbi                                   | Srbi                                   |                                        | 817                                    | 99,39%                                 |
| Vlahi                                  | Vlahi                                  |                                        | 3                                      | 0,36%                                  |
| Romuni                                 | Romuni                                 |                                        | 1                                      | 0,12%                                  |
| Neznano                                | Neznano                                |                                        | 0                                      | 0,0%                                   |